# Великовисторопська волость
Великовисторопська волость — адміністративно-територіальна одиниця Лебединського повіту Харківської губернії.

Найбільше поселення волості станом на 1914 рік:
- село Великий Вистороп — 3668 мешканців;
- село Малий Вистороп — 1248 мешканців.

Старшиною волості був Лепетюха Петро Гнатович, волосним писарем — Спириденко Михайло Васильович, головою волосного суду — Плужниченко Михайло Львович.